# Noelle Pikus-Pace
Noelle Pikus-Pace (Provo, 8 december 1982) is een Amerikaans voormalig skeletonster. Ze vertegenwoordigde haar vaderland op de Olympische Winterspelen 2010 in Vancouver en de Olympische Winterspelen 2014 in Sotsji.

## Carrière
Pikus-Pace maakte haar wereldbekerdebuut op 17 januari 2003 in Igls. In november 2004 won ze voor de eerste keer een wereldbekerwedstrijd in Winterberg. Mede dankzij twee andere overwinningen werd ze dat seizoen ook de eindwinnaar van de wereldbeker skeleton 2004/2005. In februari 2005 eindigde ze als tweede op de Wereldkampioenschappen skeleton 2005.
Pikus-Pace was dan ook een van de favorieten voor de Olympische Winterspelen van 2006. Op 19 oktober 2005 brak ze echter haar been door een viermansbob die er niet in slaagde om tijdig te remmen. Ondanks een snelle revalidatie kon Pikus-Pace zich niet kwalificeren voor de Olympische Spelen. In 2007 werd ze voor het eerst wereldkampioene. De wereldbeker 2007/2008 liet ze aan zich voorbijgaan als gevolg van de geboorte van haar eerste kind.
Tijdens de Olympische Winterspelen van 2010 in Vancouver veroverde Pikus-Pace de vierde plaats. Na de Olympische Spelen zette ze een punt achter haar loopbaan om verder voor haar gezin te zorgen. Na een miskraam in april 2012 besloot ze echter toch om terug te keren naar het skeleton met de focus op de Olympische Winterspelen 2014 in Sotsji. In 2013 werd ze tweede op de Wereldkampioenschappen skeleton 2013 en won ze goud in de teamcompetitie met het Amerikaanse team.
Op de Olympische Winterspelen 2014 behaalde ze de zilveren medaille, achter Elizabeth Yarnold. Na deze Spelen zette ze definitief een punt achter haar loopbaan.

## Resultaten

### Olympische Spelen
| Jaar | Plaats    | Onderdeel |
| ---- | --------- | --------- |
| 2010 | Vancouver | 4e        |
| 2014 | Sotsji    | Zilver    |

### Wereldkampioenschappen
| Jaar | Plaats       | Onderdeel              |
| ---- | ------------ | ---------------------- |
| 2005 | Calgary      | Individueel            |
| 2007 | Sankt Moritz | Individueel · Team     |
| 2009 | Lake Placid  | 8e Individueel 6e Team |
| 2013 | Sankt Moritz | Individueel · Team     |

### Wereldbeker
| Seizoen   | Rang   |
| --------- | ------ |
| 2002/2003 | 19e    |
| 2003/2004 | 13e    |
| 2004/2005 | Goud   |
| 2005/2006 | 17e    |
| 2006/2007 | Zilver |
| 2008/2009 | 8e     |
| 2009/2010 | 6e     |
| 2012/2013 | 11e    |
| 2013/2014 | Zilver |

| Datum            | Plaats       |
| ---------------- | ------------ |
| 26 november 2004 | Winterberg   |
| 9 december 2004  | Igls         |
| 18 december 2004 | Sigulda      |
| 12 januari 2013  | Königssee    |
| 16 februari 2013 | Sotsji       |
| 6 december 2013  | Park City    |
| 13 december 2013 | Lake Placid  |
| 11 januari 2014  | Sankt Moritz |
| 24 januari 2014  | Königssee    |